# Partido judicial de Torrijos
El partido judicial de Torrijos es uno de los siete partidos judiciales de la provincia de Toledo; en concreto se trata del partido judicial n.º 6 de la provincia de Toledo.
El ámbito territorial, que viene regulado por el Real Decreto 529/1983, de 9 de marzo, comprende 48 municipios y 4 unidades judiciales :
Albarreal de Tajo, Alcabón, Aldea en Cabo, Almorox, Arcicóllar, Barcience, Burujón, Camarena, Camarenilla, Carmena, El Carpio de Tajo, Carriches, El Casar de Escalona, Domingo Pérez, Erustes, Escalona, Escalonilla, Fuensalida, Garciotum, Gerindote, Hormigos, Huecas, Maqueda, La Mata, Méntrida, Mesegar de Tajo, Nombela, Novés, Nuño Gómez, Otero, Paredes de Escalona, Pelahustán, Portillo de Toledo, La Puebla de Montalbán, Quismondo, Rielves, Santa Cruz del Retamar, Santa Olalla, Santo Domingo-Caudilla, La Torre de Esteban Hambrán, Torrijos y Villamiel de Toledo